# Kvarteret Iphigenia

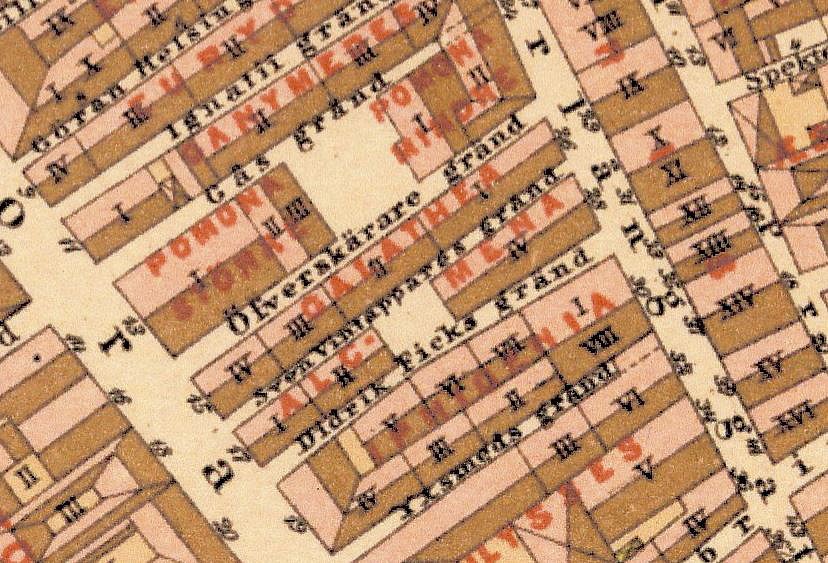
Kvarteret Galathea på Alfred Rudolf Lundgrens karta från 1885.

Kvarteret Iphigenia är ett kvarter i Gamla stan, Stockholm. Kvarteret omges av Didrik Ficks gränd i norr, Yxsmedsgränd i söder, Stora Nygatan i väster och Västerlånggatan i öster. Det består av sju fastigheter där Iphigenia 1 är identisk med Västerlånggatan 30 och Iphigenia 4 med Stora Nygatan 19. Alfred Rudolf Lundgrens Stockholmskarta från 1885 visar åtta fastigheter. På 1970-talet slogs Iphigenia 1 och 8 ihop till Iphigenia 1.

## Namnet
Nästan samtliga kvartersnamn i Gamla stan tillkom under 1600-talets senare del och är uppkallade efter begrepp (främst gudar) ur den grekiska och romerska mytologin. Namnet Iphigenia är en latinsk form av grekiska Ifigenia. I den grekiska mytologin var hon dotter till Agamemnon och Klytaimnestra. Hon skulle offras gudinnan Artemis men räddades av just Artemis.

## Kvarteret

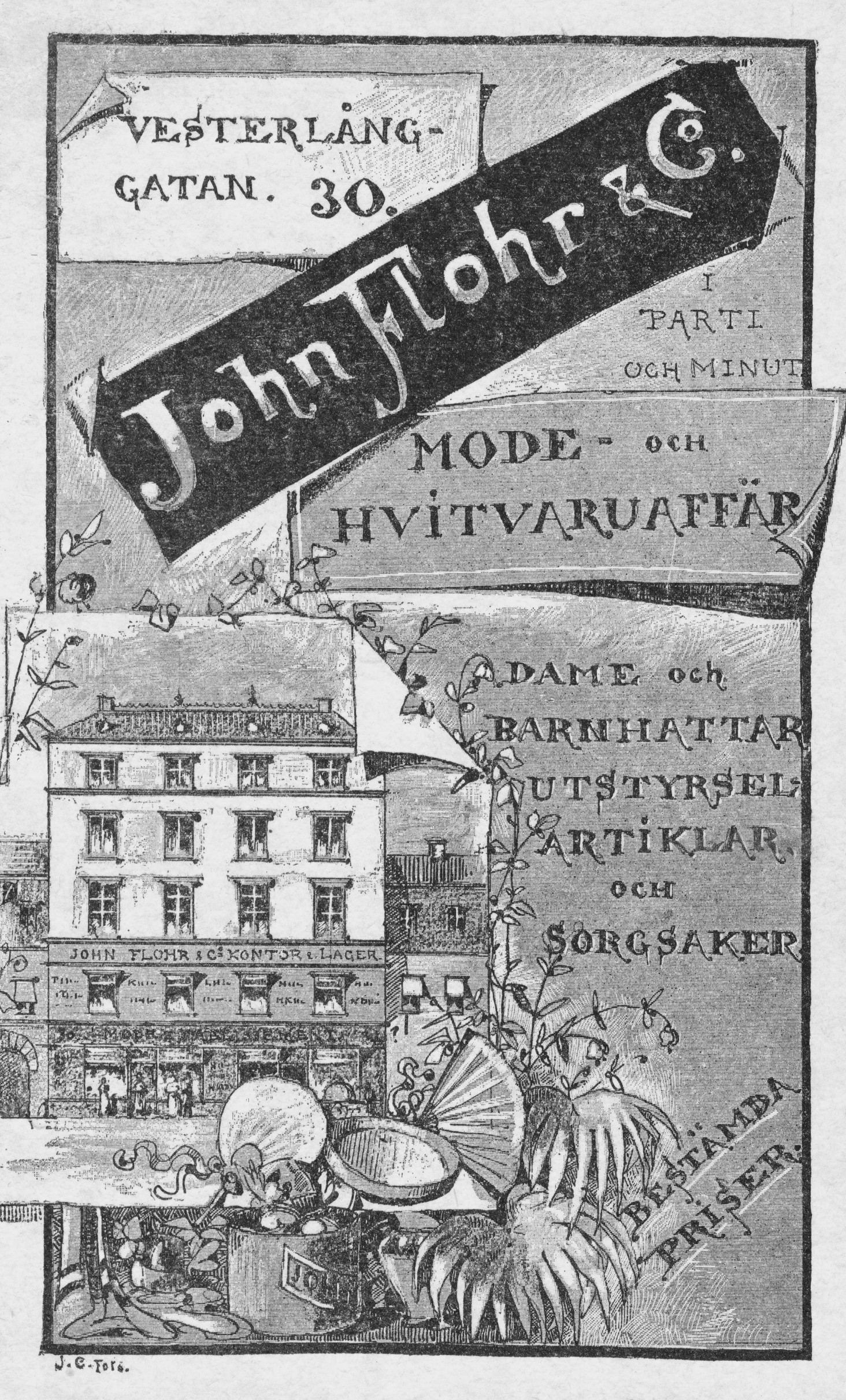
John Flohr & Co.

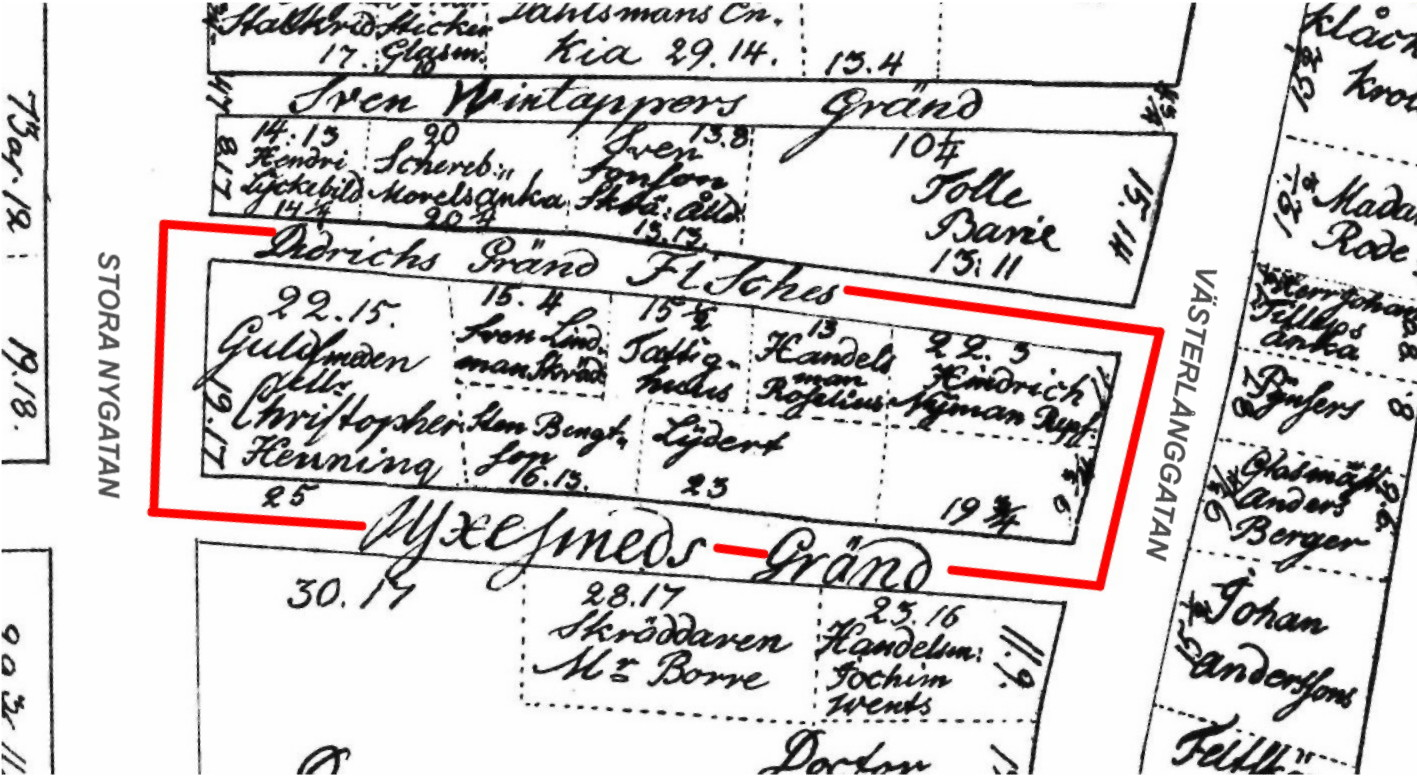
Fastighetsägare 1693.

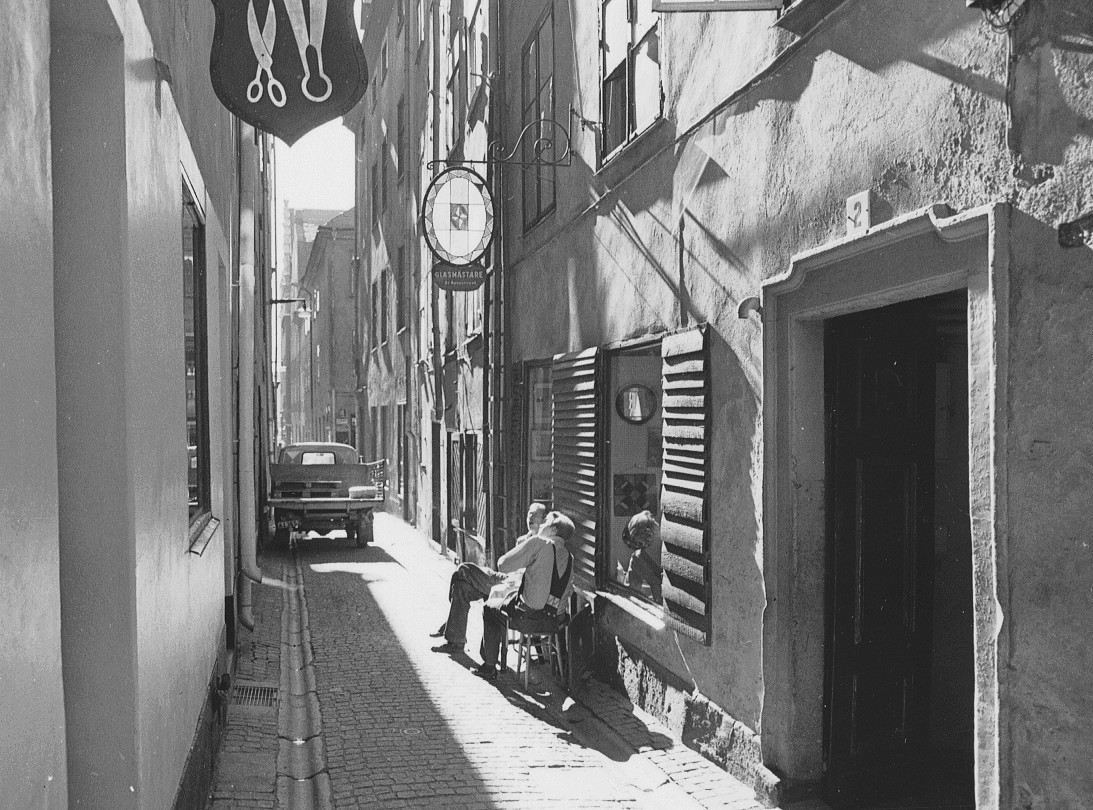
Yxsmedsgränd 2, 1966.

Kvarteret ligger i Gamla stans historiska stadskärna, där smala gränder (så kallade vattugränder) och smala kvarter sträckte sig västerut från Västerlånggatan mot stadens västra stadsmur som gick i höjd med dagens Stora Nygatan. 
Kvarteret klarade sig knappt undan i den Stora branden 1625. Brandgränsen gick ungefär längs kvarterets södra sida och dess förlängning västerut. Men kvarteret berördes ändå delvis av den genomgripande stadsplaneringen för sydvästra Stadsholmen som utfördes efter branden då bland annat Stora och Lilla Nygatan drogs fram. 
I öster (mellan Västerlånggatan 30 och 32) är kvarteret hopbyggt med grannkvarteret Ulysses. Enligt Björn Hasselblad (Stockholmskvarter) borde här Göran Yskemes i början på 1600-talet, det var han som gav namn åt Yxsmedsgränden. När gränden fick sin överbyggnad är dock oklart. På tomtkartan från 1693 är den inte redovisad.
Iphigenia 1 (Västerlånggatan 30) fick 1867 sin nuvarande fasad med gjutjärnspilaster mellan fönstren i bottenvåningen, arkitekt är okänd. I byggnaden hade modefirman John Flohr & Co kontor, lager och försäljning mellan 1870 och 1922. Här kunde man handla bland annat "dame- och barnhattar, utstyrselartiklar och sorgsaker" i parti och minut. Huset finns avbildat på ett reklamkort från 1890-talet.
Iphigenia 2 (Yxsmedsgränd 2) har medeltida ursprung. I östra delen av huset finns medeltida murverk i källaren och bottenvåningen. Den första kända ägaren var Cort Wittholt som i oktober 1631 sålde sin fastighet till korrektorn Petrus Falchovius. Här märks en gammal hantverksskylt i blyinfattat glas efter Glasmästare Bo Augustsson, som hade här sin verksamhet fram till 1990-talet (idag Grändens Café).
Iphigenia 4 (Stora Nygatan 19) uppfördes under 1600-talets senare hälft. Fasaden mot Stora Nygatan ändrades 1870 och 1912. År 1923 genomfördes en modernisering av samtliga våningsplan efter ritningar av arkitekt Fredrik Dahlberg. I bottenvåning finns sedan 1859 Gamla Stans Tobakshandel som räknas till Sveriges äldsta, fortfarande existerande tobaksaffär. Husets entréport härrör från 1700-talet.
Iphigenia 6 (Didrik Ficks gränd 3) markeras som fattighus på tomtkartan från 1693. Detta stenhus ägdes ursprungligen av Lars Bengtsson Skytte och testamenterades 1622 av honom  Gud till ära och de husfattiga till uppehälle. Enligt Béatrice Glase (Gamla stan med Slottet och Riddarholmen) fanns det efter Karl XII:s misslyckade fälttåg gott om fattiga personer, sysslolösa soldater och lösdrivare i staden som fick här en hemvist. 1942 genomfördes en omfattande upprustning och modernisering av fastigheten efter ritningar av arkitektfirman Bocander & Cronvall. På varje våningsplan finns sedan dess en lägenhet om två rum och kök.

## Nutida bilder

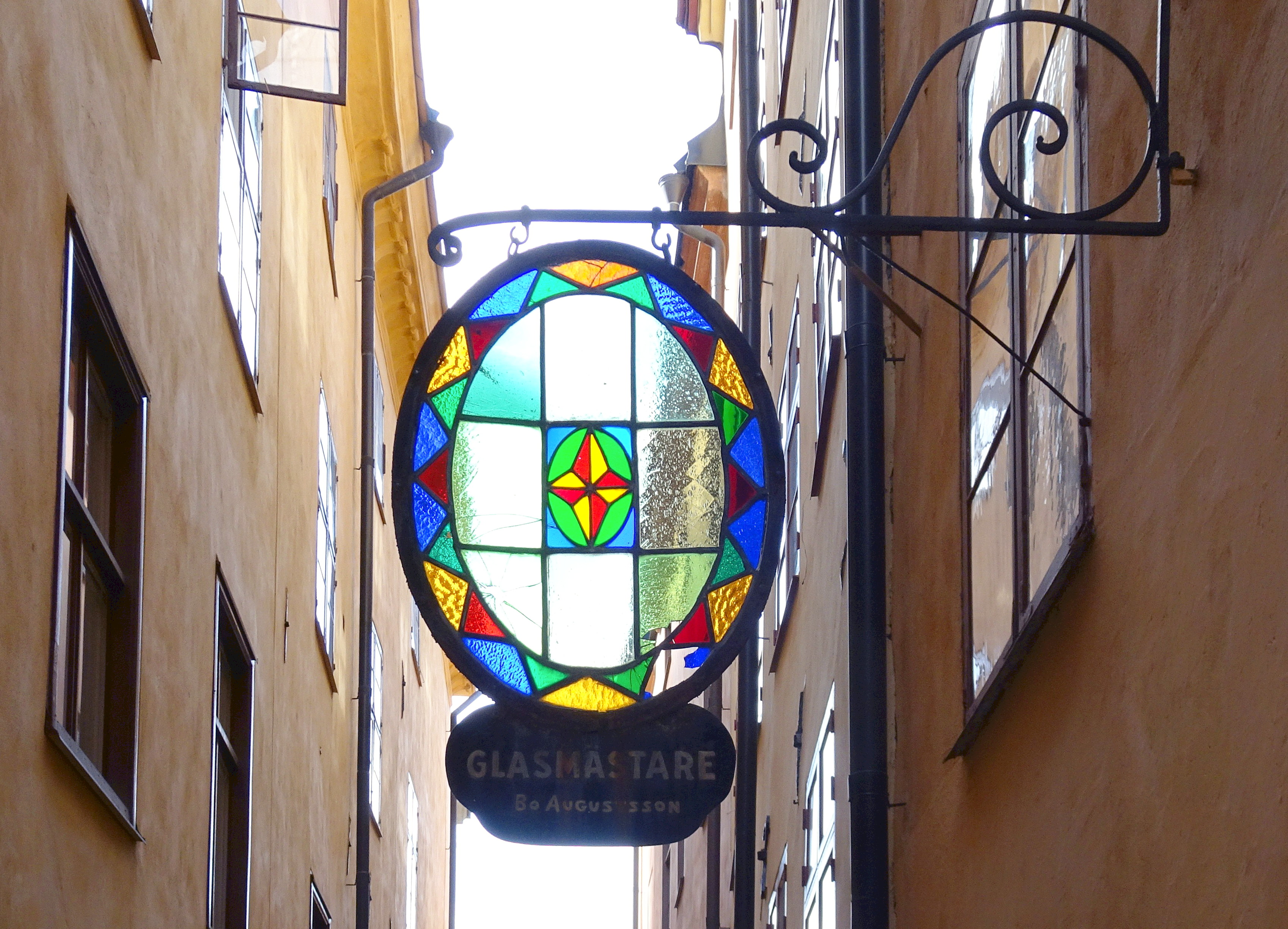
Yxsmedsgränd 2, Glasskylt
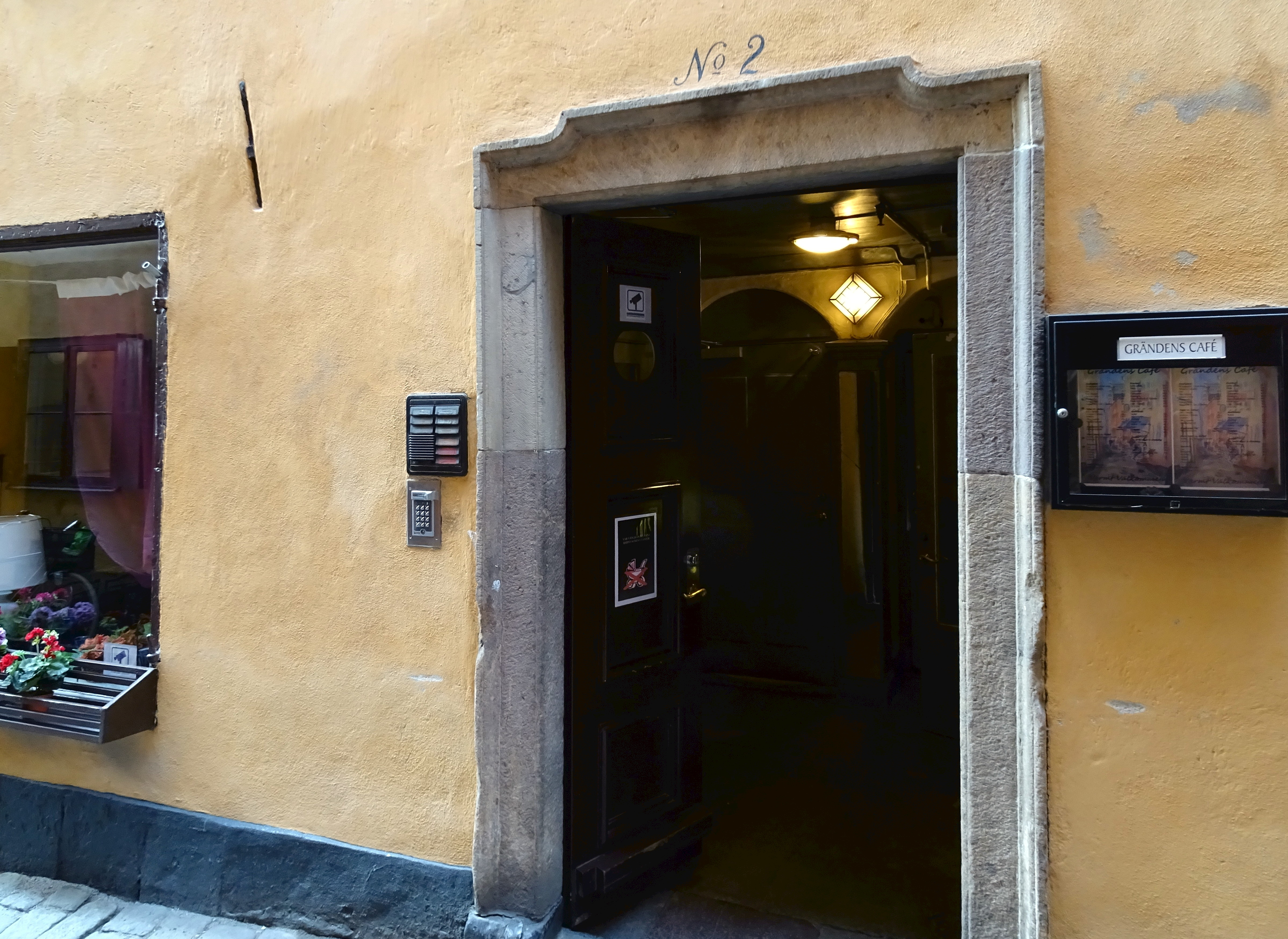
Yxsmedsgränd 2, 2016
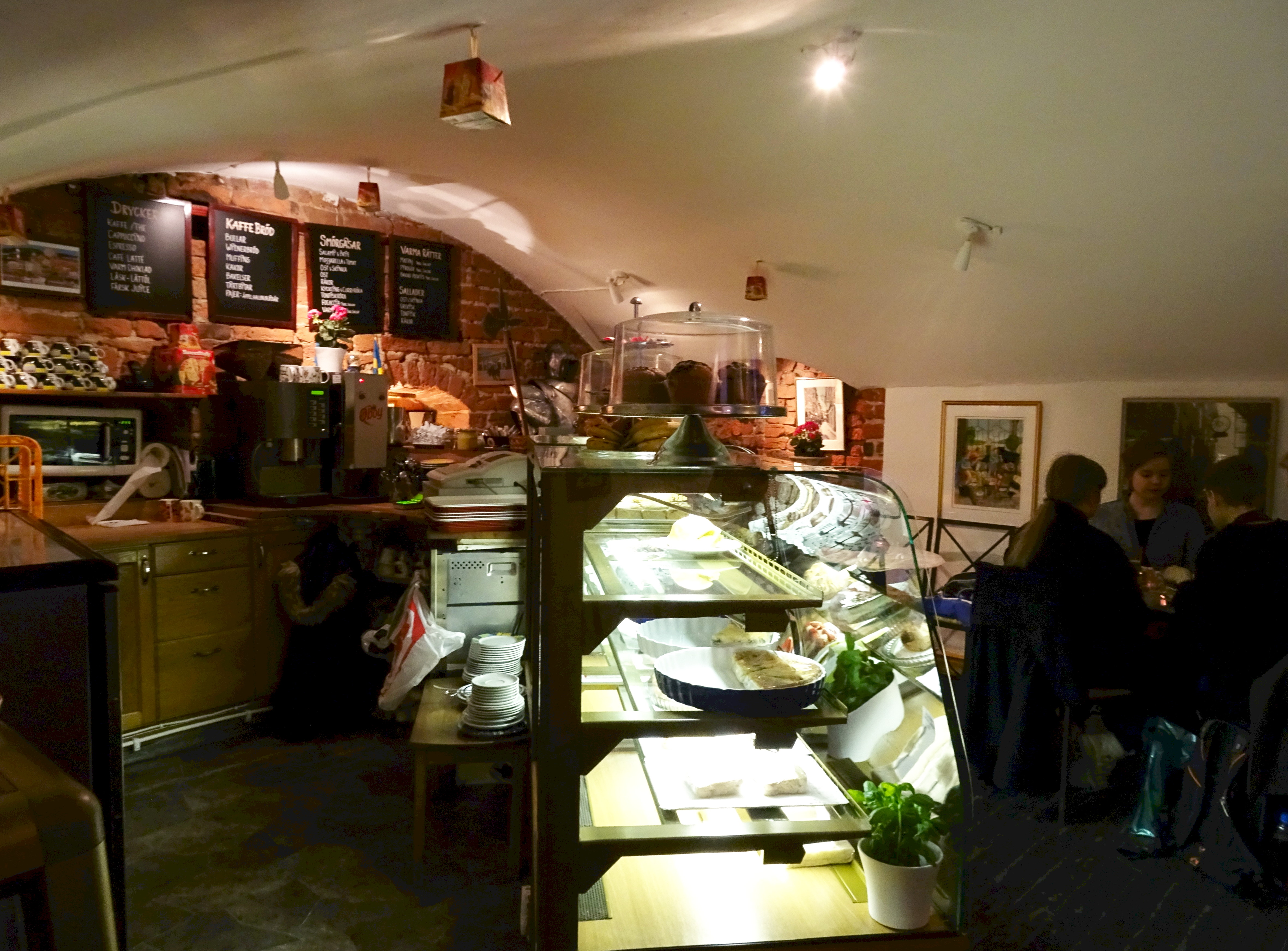
Grändens Café, 2016
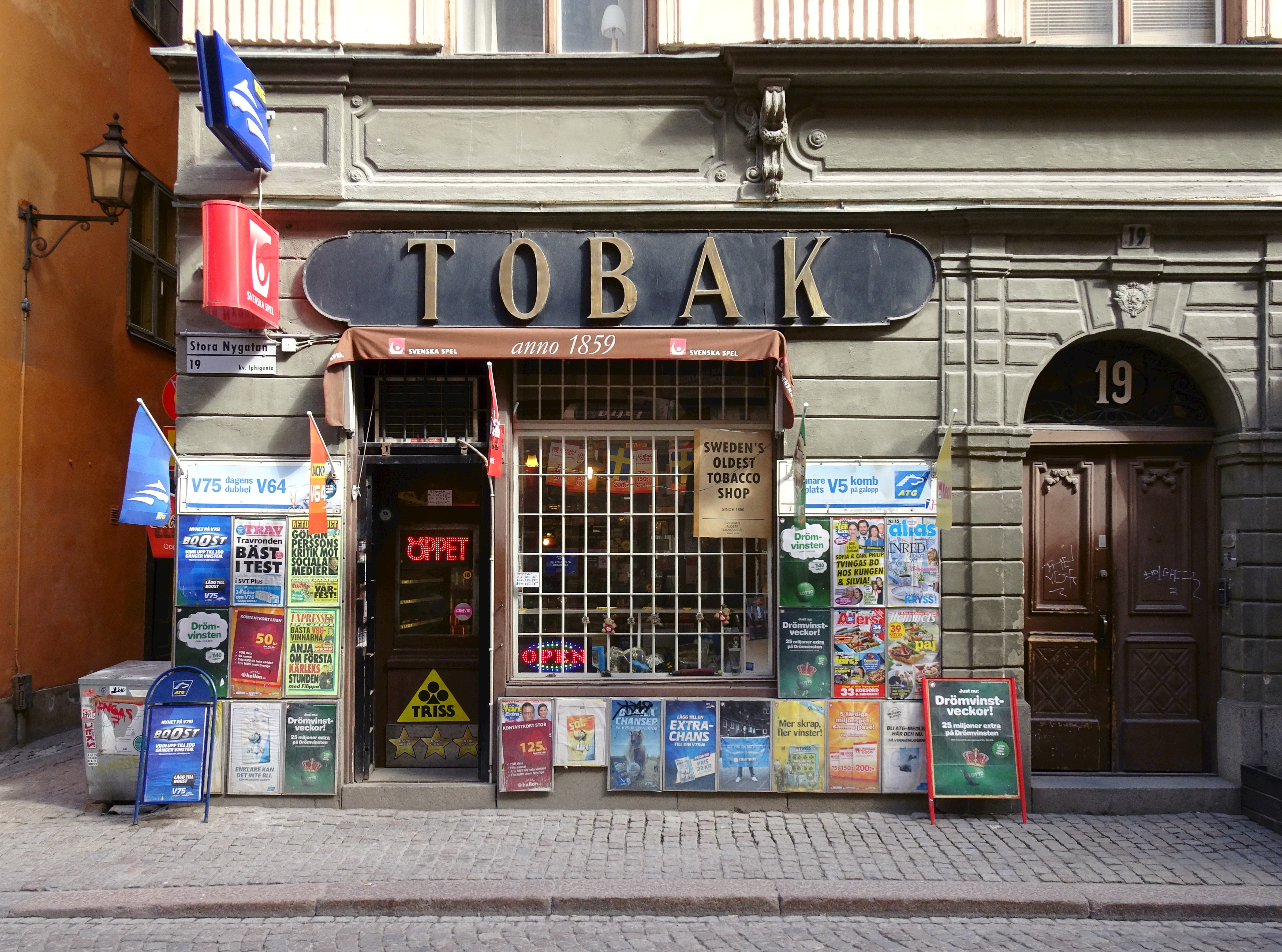
Stora Nygatan 19, 2016
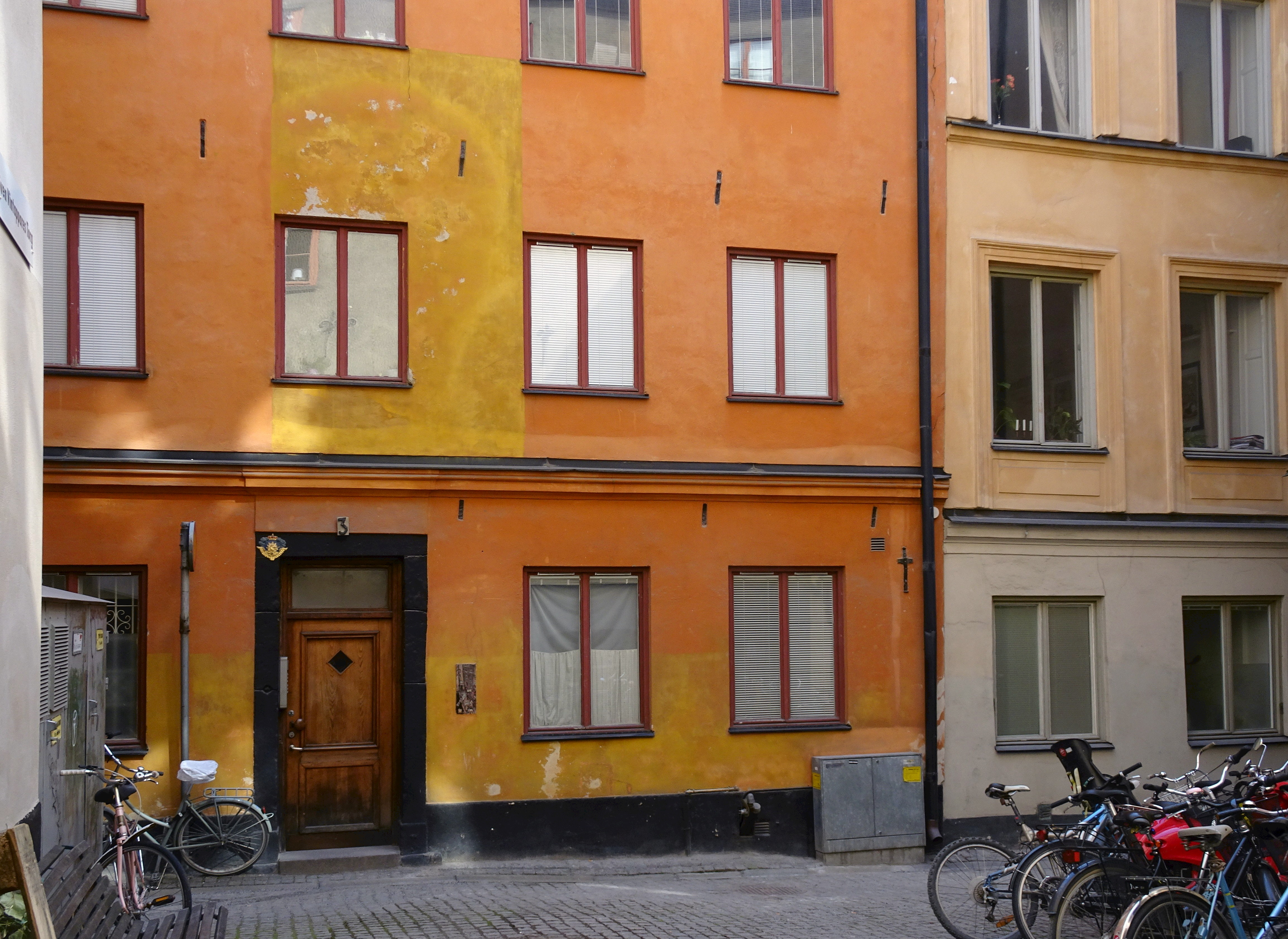
Didrik Ficks gränd 3, 2016